# Felice Varini
Pour les articles homonymes, voir Varini.
Felice Varini, né le 6 mars 1952 à Locarno (Suisse), est un peintre et plasticien contemporain suisse établi à Paris.
Son travail prend souvent des formes spectaculaires : il utilise comme support les lieux et les architectures des espaces sur lesquels il intervient, ce qui lui permet de recomposer une forme à partir d'un point de vue unique.

## Biographie
Felice Varini naît en 1952 à Locarno, au bord du lac Majeur dans le canton du Tessin. Les artistes Alberto Giacometti et Niele Toroni sont aussi originaires de cette région proche de l'Italie et où l'on parle italien. Il étudie le dessin puis les arts de la scène et s'installe à Paris en 1978.
La première œuvre répertoriée de l'artiste figure dans un catalogue monographique publié en 2004 par l'éditeur Lars Müller : elle porte le nom de Quai des célestins no 1, elle a été réalisée à la peinture acrylique dans un appartement privé à Paris en 1979.

### Distinction
- Nommé pour l'édition 2000-2001 du prix Marcel-Duchamp[5]

## Démarche artistique
La peinture nécessite une surface. Varini définit « l'espace architectural, et tout ce qui le constitue » comme son terrain d'action et le support premier de sa peinture. « Aller au-delà du cadre »,, c'est avec ces quelques mots qu'il lance l'explication d'une manière de travailler et une caractéristique importante de sa démarche artistique : il joue avec l'horizon, des espaces intérieurs aux espaces extérieurs et toujours in situ, appartements, galeries, musées, entrepôts mais aussi rues, places ou même villes, pour y déployer ses couleurs : les hangars du port de Saint-Nazaire avec Suite de triangles, mais aussi la place de l'Odéon à Paris ou les maisons du village de Vercorin.
Depuis les années 1980, Varini élabore une peinture qui se déploie dans l’espace architectural. À partir des données spatiales qu’il relève, il définit le point de vue autour duquel son intervention se matérialisera. La forme peinte trouve sa cohérence quand le spectateur se tient en ce point. Lorsqu’il s’en écarte et se déplace, la géométrie de l'œuvre éclate.

### Repérages
Pour élaborer une intervention, il effectue invariablement une première approche qui consiste à parcourir le lieu en étudiant « son architecture, ses matériaux, son histoire et sa fonction ». C'est ainsi qu'il va définir l'espace de son action et aussi ce qu'il nomme donc « le point de vue », l'endroit où la forme apparaît construite.
Le point de vue est situé à hauteur des yeux, « localisé de préférence sur un passage obligé, par exemple une ouverture entre une pièce et une autre, un palier, etc. »

« Mes peintures apparaissent d’abord à la personne sous forme d'un tracé déconstruit qui ne lui évoque rien de familier ni de connu, d'où la perturbation. Par le déplacement du corps, le tracé initial vient à apparaître progressivement dans sa forme composée. L’œuvre lui procure l’illusion de se construire sous ses yeux. »

### Réalisation
Varini met au point un dessin en utilisant des formes géométriques simples : l'artiste explique employer des « carrés, triangles, ellipses, cercles, rectangles, lignes ». Ce dessin est ensuite imprimé sur un film transparent qui sera projeté sur et dans le lieu à l'aide d'un appareil de projection. Des techniciens sur nacelle ou des alpinistes marquent alors les zones sur les bâtiments qui seront concernées. Une fois les repères positionnés sur les façades, des bandes adhésives colorées y sont apposées ou de la peinture déposée,. En 2003, pour son œuvre à l'Odéon, de la peinture rouge soluble dans l'eau est utilisée. En 2009, en Suisse, à Vercorin, il colle des feuilles d'aluminium directement sur les façades et toitures de 130 habitations, afin de créer 28 cercles,.
Varini travaille dans des espaces à chaque fois différents et ses œuvres évoluent en relation avec ceux-ci. Il utilise le pastel, le papier sérigraphique ou l’acrylique pour créer dans l’espace des formes géométriques, souvent à une échelle monumentale.
Le point de vue choisi est créé pour fonctionner comme point d'arrivée pour la lecture de la peinture et de l’espace. La forme peinte est donc cohérente quand l'observateur est situé au point de vue ; en se déplaçant, il sort du point de vue et le travail, en rencontrant l’espace architectural, dévoile un grand nombre de formes. Pour l’artiste, le point de vue n’est pourtant pas l’endroit où il voit son travail achevé puisque ce point tient dans l’ensemble des points de vue que le spectateur peut avoir sur lui. En 2016, lors de la création d'une œuvre originale sur le toit-terrasse de la Cité radieuse de Marseille, construite par Le Corbusier,, il déclare :

« Je me suis rendu sur les lieux pour observer les jeux d’ombre et de lumière et la manière dont les volumes architecturaux se détachent ou s’assemblent. J’ai pris de nombreuses photos. À partir de là, j’ai déterminé où je voulais placer mes points de vue. J’ai peint sur les murs trois figures géométriques que l’on ne peut voir, chacune, en entier, que d’un seul endroit. Si on fait un pas de côté, toutes les lignes qui les composent éclatent dans tous les sens. Et la façon dont elles se fragmentent fait partie de l’œuvre. »

Ses œuvres prennent forme dans un espace et ce dernier peut influencer en retour, la création. L’artiste souligne toutefois l'indépendance que garde son travail par rapport aux architectures rencontrées.

## Expositions et installations

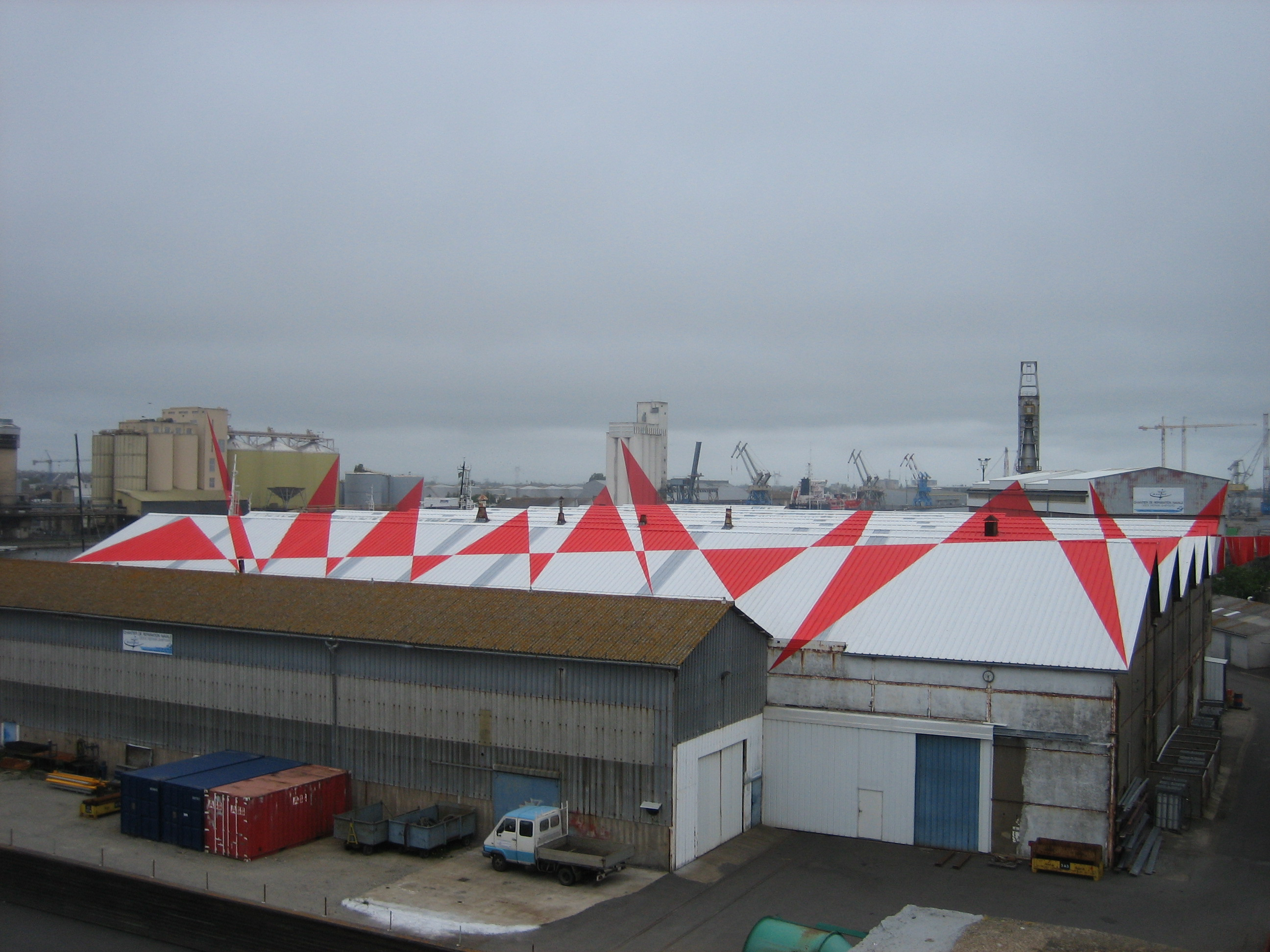
Suite de Triangles (2007), installation, port de Saint-Nazaire.

Parmi ses nombreuses réalisations dans l’espace public se trouvent celles du village suisse de Vercorin en 2009, de l’université de Nagoya au Japon en 2008, celle pour la ville de Saint-Nazaire réalisée à l’occasion de la biennale Estuaire en 2007 puis en 2009, l’œuvre Three ellipses for three locks commandée pour le barrage de la baie de Cardiff en 2007, l’œuvre du MAC/VAL réalisée en 2005, celle de 2002 du siège social de Peugeot à Paris, ou encore celle du siège de la Société générale à La Défense.
En 2006, il investit l'orangerie du château de Versailles à l’occasion de Versailles off et propose Huit carrés. La même année, dans le cadre de Magenta éphémères, il présente son œuvre Sept droites pour cinq triangles inscrite sur l'hôpital Lariboisière et la gare du Nord à Paris. L'œuvre avait été présentée pour la première fois en 2003 place de l’Odéon dans le cadre de la Nuit blanche et acquise par la Ville de Paris. Il expose à Paris au musée Bourdelle en 2006, à La Maison rouge, fondation Antoine-de-Galbert en 2007, il intervient aussi pour l'Osaka Art Kaleidoscope. Il participe à la Biennale de Singapour en 2008 et au Niigata Water and Land Art Festival au Japon, en 2009.
Il expose en 2013 à La Maréchalerie centre d'art contemporain de l'École nationale supérieure d’architecture de Versailles, où il conduit un atelier destiné aux élèves de l'institution.
Dans de cadre de Marseille-Provence 2013, capitale européenne de la Culture, il réalise une œuvre monumentale à Salon-de-Provence intitulée Double disque évidé par les toits. Cette œuvre, dont le point de vue se situe sur la terrasse de la cour nord du château de l'Empéri, investit les toits et façades des maisons de la ville.
En 2017, il participe au projet Ligne de partage des eaux dans le parc naturel régional des Monts d'Ardèche. La Ligne de partage des eaux est une frontière invisible, à partir de laquelle les eaux s'écoulent soit vers l'océan Atlantique, soit vers la mer Méditerranée. Il trace des cercles d'or dans l'abbaye cistercienne de Mazan, une œuvre intitulée Un cercle et mille fragments.
En 2000, il réalise Ellipse orange évidée par sept disques, une anamorphose pour le musée des Beaux-Arts de Nancy. L'œuvre est installée dans le puits de lumière construit par l'architecte Laurent Beaudouin lors de la rénovation du musée des Beaux-Arts de Nancy. Sur les murs, de part et d'autre du puits, ainsi que sur le plafond et la rambarde est peint à l'acrylique, en couleur orange, une anamorphose, qui forme une ellipse évidée de sept disques blancs lorsqu'on regarde l'œuvre depuis l'espace de transition du premier étage. De par son positionnement, elle est aussi visible, d'une manière complètement différente, depuis le rez-de-chaussée. Pour concevoir cette œuvre, Varini a commencé par dessiner le dessin de l'ellipse, qu'il a ensuite imprimé sur un film transparent pour le projeter ensuite sur le lieu d'exposition. Le tracé a enfin été réalisé à l'aide de rubans adhésifs et de fil à plomb. L'œuvre appartient au Fonds national d’art contemporain.

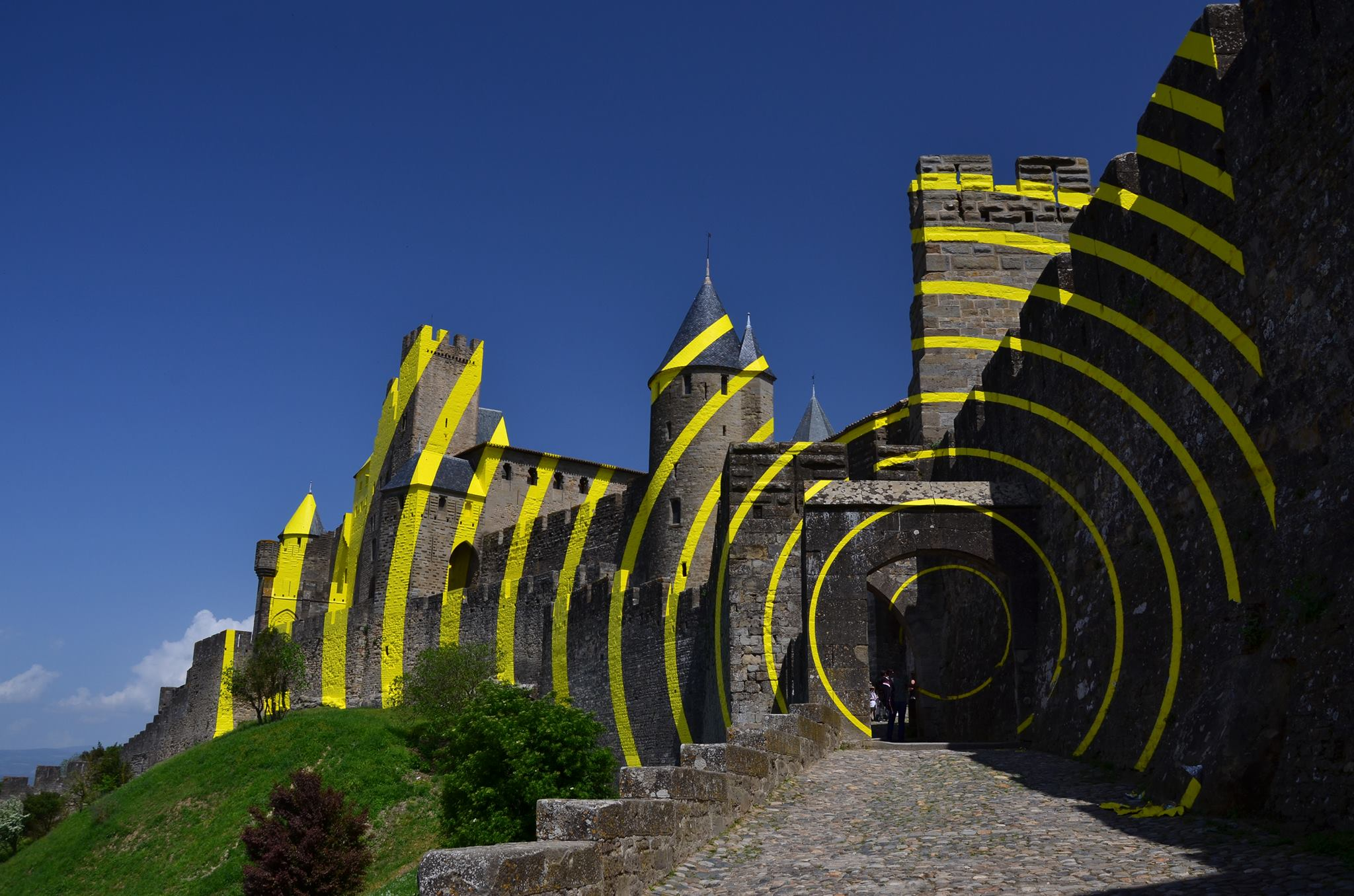
Concentrique, excentrique (anamorphose) à la cité de Carcassonne, 2018.

En avril 2018, il réalise une nouvelle œuvre temporaire (5 mois) sur les murs de la Cité de Carcassonne, en utilisant toujours la technique de l'anamorphose, baptisée Concentrique, excentrique et constituée de cercles concentriques jaunes posés par des cordistes sur les murailles de la cité médiévale. Tout au long de l'été, l'œuvre attire un public curieux de trouver l'endroit exact où le point de vue donne à l'œuvre tout son sens. La photo « épicentre » est prise des millions de fois et partagée sur les réseaux sociaux. Néanmoins, une pétition est lancée avant la fin de la réalisation, estimant que les cercles jaunes « dégradent » la cité. Une partie de l'œuvre est vandalisée, des morceaux de cercles jaunes accessibles sont arrachés,. Quatre ans après leur démontage, en 2022, les traces laissées par les cercles sur les remparts de la Cité sont toujours visibles, car les lichens ont disparu là où l'œuvre était apposée, suscitant une nouvelle polémique dénoncée par des élus locaux dès 2020.
En 2020, il réalise dans le métro de Toulouse une œuvre intitulée Zig Zag dans le disque, remplaçant une œuvre précédente détruite lors de travaux d'agrandissement de la station Jean-Jaurès.

### Liste chronologique (non exhaustive)
- Espace Nord-Ouest, Cité des sciences de l'industrie, Paris, 1985-1989
- Cinq cercles concentriques, Noir, musée d'Art moderne de la ville de Paris, 1993
- Vue de la cheminée, parc du Centre, Villeurbanne, 1995[32].
- Trois cercles désaxés, rouge, musée d'art contemporain du Val-de-Marne (MAC/VAL), 2005
- Six triangles pour Descartes, école d'arts plastiques, Châtellerault, 2007
- Suite de triangles, dans le cadre de la biennale d'art contemporain de Nantes-Saint-Nazaire, 2007
- Quatorze triangles, La Maison rouge, Paris, 2007
- Trois triangles bleus et Vingt et une droites en spirale, The Osaka Art Kaleidoscope, Japon, 2007
- Twenty points for ten straight crossing, université de Nagoya, Japon, 2008
- Cercle et suite d'éclats, exposition sur le village, Vercorin, Suisse, 2009
- Cinq ellipses ouvertes, dans le cadre de l'exposition Constellation pour l'ouverture du Centre Pompidou-Metz, place d'Armes et Saint-Jacques à Metz, 2009
- Dix-sept cercles orange excentriques, vingt-cinq carrés bleus en damier, Centre européen de la Céramique, Limoges, 2010
- 6 arcs en scène, exposition Felice Varini, théâtre de Genneviliers, Gennevilliers et Asnières-sur-Seine, 2012
- Horizontale Verticale, exposition Marcher dans la couleur, musée régional d'Art contemporain Occitanie, Sérignan, 2012
- Vingt-trois disques évidés plus douze moitiés et quatre quarts, exposition Dynamo, Grand Palais, Paris, 2013
- Entre Ciel et Melle, exposition Être humain et le savoir ensemble, 6e Biennale d'art contemporain de Melle, Melle, 2013
- Double disque évidé par les toits, Salon-de-Provence, Marseille, 2013
- Dark Point, Bâtiment industriel, Siege Social de GL Events, Quartier Confluence, Lyon, 2013
- À ciel ouvert, au Mamo, centre d'art contemporain situé sur la Cité radieuse de Marseille, 2016
- Concentrique, excentrique (anamorphose), cité de Carcassonne, 2018
- Zig Zag dans le disque, métro de Toulouse, 2020

## Publications
- Felice Varini. 46 pièces à propos et suite, Baden, Lars Müller Publisher, 1993
- (it) Due diagonali incrociate. Felice Varini 1997, Linz, Kunstreferat der Diözese, 1998
- Felice Varini, Studio Dabbeni, 1999
- (it) Bellinzona : l'inserimento di Castelgrande, Montebello, Sasso Corbaro e la Murata nel patrimonio mondiale Unesco segnato dall'intervento di Felice Varini nelle foto di Jordi Bernadó, Pino Brioschi, André Morin e Pino Musi, Mendrisio, goe-gabriele capelli Editore, 2003
- Felice Varini dans l'exposition sans consentement, Neuchâtel, CAN, 2003
- Felice Varini. Points de vue, Baden, Lars Müller Publisher, 2004
- Felice Varini, Studio A, Ottendorf, 2005
- Felice Varini, Burg Bederkesa, Bederkesa, 2005

### Documents audiovisuels
- Felice Varini, réalisation Giovanni Varini, production du musée d'Art moderne de la ville de Paris, vidéo, 22 min, couleurs, français, 1993
- Felice Varini, réalisation Christophe Loizillon, production Agat Film/Centre Georges Pompidou, 21 min, français, 1997
- Segni di Felice Varini, réalisation Giovanni Varini, production Città di Bellinzona, Suisse, 25 min, 2002
- Rectangle orange évidé par cinq disques via le passage, réalisation Antoine de Roux, production Peugeot/Saguez/Double Élephant[33], 18 min, français, 2003
- Felice Varini, 7 droites pour 5 triangles[34], réalisation Antoine de Roux, production Double Élephant, 45 min 38 s, DVD, français, 2004
- CCS-02 Varini, réalisation Antolin Sànchez, production Television de Actualidad, Caracas, 2007